# Sébastien Joly
Sébastian Joly (Tournon-sur-Rhône, 25 giugno 1979) è un dirigente sportivo ed ex ciclista su strada francese, professionista dal 2001 al 2011.

## Carriera
A fine stagione 2011 annuncia il ritiro dal ciclismo, aggregandosi allo staff del Team Europcar per la stagione 2013. A fine 2013 decide di rescindere il contratto con Europcar: dal 2015 è ds del team FDJ, formazione per cui già aveva gareggiato dal 2007 al 2009.

## Palmarès
- 1999 (Vendee U, una vittoria)

Paris-Roubaix Espoirs
- 2000 (Bonjour-Tourpargel, una vittoria)

5ª tappa Circuit de Lorraine (Guénange > Forbach)
- 2003 (Jean Delatour, una vittoria)

Route Adélie de Vitré
- 2005 (Crédit Agricole, due vittorie)

1ª tappa Tour du Limousin (Limoges > Saint-Vaury)
Classifica generale Tour du Limousin
- 2007 (Française des Jeux, una vittoria)

Parigi-Camembert
- 2009 (Française des Jeux, una vittoria)

5ª tappa Circuit de Lorraine (Rombas > Hayange)

## Piazzamenti

### Grandi Giri
- Tour de France

2004: 146º
2005: 106º
2006: ritirato (15ª tappa)
2009: ritirato (7ª tappa)
- Vuelta a España

2005: ritirato (6ª tappa)
2006: 68º
2008: ritirato (17ª tappa)

### Classiche monumento
- Giro delle Fiandre

2002: 83º

### Competizioni mondiali
- Campionati del mondo su strada

Salisburgo 2006 - In linea: 71º